# Renia belphragei
Renia belphragei är en fjärilsart som beskrevs av Augustus Radcliffe Grote 1872. Renia belphragei ingår i släktet Renia och familjen nattflyn. Inga underarter finns listade.